# Марк Клавдий Марцелл Эзернин (квиндецемвир)
Марк Кла́вдий Марце́лл Эзернин (лат. Marcus Claudius Marcellus Aeserninus) (около 40 — после 12 года до н. э.) — римский религиозный деятель, квиндецемвир.
Марк Клавдий Марцелл Эзернин — сын Марка Клавдия Марцелла Эзернина (консула 22 года до н. э.), муж Азинии, дочери Гая Азиния Поллиона (консула 40 года до н. э.) и Квинкции, отец Марка Клавдия Марцелла Эзернина.
Вероятно, Марк Клавдий Марцелл Эзернин входил в коллегию квиндецемвиров священнодействий (лат. quindecimviri sacrorum), в 17 году до н. э. был магистром этой коллегии (лат. magister collegiōrum).
Вильгельм Друманн идентифицирует супруга Азинии как одноименного консула 22 года до н. э., но более вероятна версия Рональда Сайма, согласно которой консул 22 года до н. э. принадлежит предыдущему поколению и идентичен квестору 48 года до н. э., а Азиния была женой его сына.